# 徐招
徐招（?—?），兖州高平郡（今山东省济宁市金乡县）人，北魏、西魏官员。
徐招精通律法，熟悉行政法规。历职内外，有好的声誉。从魏孝武帝入关中，担任给事黄门侍郎、尚书右丞。当时朝廷播迁，典章有阙，参与制定礼仪、台阁轨仪、行政法规，受人赞誉。转任侍中、度支尚书。西魏文帝大统初年去世。

## 家庭

### 曾祖
- 徐遵，刘宋兖州刺史[1][2]

### 父亲
- 徐微[1]

### 子女
- 徐云，北周建忠将军、诚议大都督、金乡侯[1][2]
- 徐会[1]
- 徐寔[1]

## 延伸阅读
[在维基数据编辑]
 《周書/卷37》，出自令狐德棻《周書》
 《北史·卷070》，出自李延壽《北史》